# Frankenstraße (metropolitana di Norimberga)
La stazione di Frankenstraße è una stazione della metropolitana di Norimberga, servita dalla linea U1.

## Storia
La stazione di Frankenstraße venne attivata il 18 giugno 1974, come capolinea provvisorio della tratta da Bauernfeindstraße; rimase capolinea fino al 23 settembre dell'anno successivo, quando venne attivata la tratta seguente fino alla stazione di Aufseßplatz.

## Interscambi
- Fermata tram (Frankenstraße, linea 5)[2]
- Fermata autobus[2]